# そんな女のひとりごと
「そんな女のひとりごと」（そんなおんなのひとりごと）は、1977年8月25日に発売された増位山太志郎のシングルである。

## 概要
- 1977年8月、当時大相撲の現役力士だった増位山の番付での地位はまだ前頭の上位だった（増位山が大関昇進を果たしたのはそれから2年過ぎた1980年1月場所後）。
- オリコンチャートでは最高13位だったが、100位以内には通算74週ランクインし、同チャート集計で54.5万枚のセールスを記録した。これは大相撲力士としては最高記録である。
- 翌1978年にかけてロング・ヒット、同年「演歌不作」と言われた異例の演歌の代表曲ともされた[1]。
- 1978年4月13日には、同年1月から放映開始されたTBSテレビ系「ザ・ベストテン」の、「今週のスポットライト」コーナーへ出演し当曲を歌唱した。
- 1978年の「第11回日本有線大賞」では、同曲のロングセラーにより有線音楽賞とベストヒット賞を獲得した。しかし、同年の「第29回NHK紅白歌合戦」には出場が有力視されながら落選した[1]。累計売上は139万枚[2]。
- 2013年11月場所限りで日本相撲協会を定年退職した増位山は歌手業を主に活動し、歌謡番組で自身の代表曲としてよく披露していた。
- 作詞を手掛けた木未野奈は音楽プロデューサー・曽根一成のペンネームである[3]。

## 収録曲
1. そんな女のひとりごと (3分49秒)
作詞：木未野奈、作曲：徳久広司、編曲：伊藤雪彦
2. お前が可愛い (3分34秒)
作詞：木未野奈、作曲：大野弘也、編曲：斉藤恒夫